# Luís Maria Teixeira Pinto
Luís Maria Teixeira Pinto (* 19. Juli 1927 in Campelo, Baião; † 4. November 2012 in Porto) war ein portugiesischer Ökonom und Politiker. 

## Leben
Teixeira Pinto graduierte 1948 in Finanzwissenschaften am Instituto Superior de Ciências Económicas in Lissabon und 1949 in Wirtschaftswissenschaften. Nach einem Studienaufenthalt an der Pariser Sorbonne war er Wissenschaftlicher Assistent am Instituto Superior de Ciências Económicas e Financeiras (1949/57). 1957 wurde er Berater und Mitglied des Orientador do Gabinete de Investigação Económica (ISCEF) und Professor am Instituto de Altos Estudos Militares. Es folgten verschiedene Ämter in nationalen und internationalen Institutionen. Von 1965 bis 1970 war er stellvertretender Direktor der Banco de Fomento Nacional. Von 1969 bis 1974 schließlich Präsident der Sociedade Financeira Portuguesa. 
1975 wurde er am Instituto Superior de Ciências Económicas e Financeiras in Lissabon promoviert. Anschließend folgte eine Promotion an der Fakultät für Rechtswissenschaften an der Universität Paris. 1975 erhielt er einen Ruf auf den Lehrstuhl am Instituto Superior de Economia an der Universität Lusíada.
Von 1962 bis 1965 war Teixeira Pinto Wirtschaftsminister in der Regierung von Salazar. Er war bis 1964 zudem Staatssekretär für Industrie.

## Schriften
- Alguns aspectos da teoria do crescimento económico, Editorial império, 1956
- Financiamento do desenvolvimento económico, Gabinete de Investigações Económicas do Instituto Superior de Ciências Económicas e Financeiras, 1958, zusammen mit Jacinto Manuel Pardal
- Políticas de desenvolvimento económico, Gabinete de Investigações Económicas do Instituto Superior de Ciências Económicas e Financeiras, 1961
- Angola: pólos e perspectivas de desenvolvimento, Gabinete de Investigações Económicas do Instituto Superior de Ciências Económicas e Financeiras, 1961, zusammen mit Rui Martins Dos Santos
- Aspectos da política económica portuguesa, 1963-1964, 1965
- Cooperação e coexistência, Atica, 1965